# Gemini (svéd együttes)
A Gemini egy svéd popzenei együttes volt, amely 1984 és 1987 között működött. A Gemini név jelentésével ellentétben az együttes tagjai csak testvérek voltak, de nem ikrek. Első albumuk dalainak egy részét a korábbi ABBA-tagok, Benny Andersson és Björn Ulvaeus írták, a többit Anders Glenmark és akkori szövegíró partnere, Ingela Forsman. 2005-ben felvették a Den som sa det var det című dalt, majd 2006-ban megjelent Vår jul című lemezük, immár Gemini helyett Glenmark & Glenmark név alatt.

## Tagok
- Anders Glenmark
- Karin Glenmark

## Diszkográfia

### Nagylemezek
- Gemini (1985)
- Geminism (1987)
- Det bästa med Karin och Anders Glenmark (válogatás, 2005)

### Kislemezek
- Another You, Another Me (1985)
- Just Like That / Live on the love (1986)
- Mio Min Mio / Beat the Heat (POS 1386, 1987)
- T.L.C. / Nearly There (POS 1383, 1987)
- Wild About That Girl (POS 1385, 1987)